# Pasuruan
För andra betydelser, se Pasuruan (olika betydelser).
Pasuruan är en kuststad på östra Java i Indonesien. Den ligger i provinsen Jawa Timur och har cirka 200 000 invånare.